# Montmirail (Sarthe)
Montmirail is een gemeente in het Franse departement Sarthe (regio Pays de la Loire) en telt 462 inwoners (1999). De plaats maakt deel uit van het arrondissement Mamers.

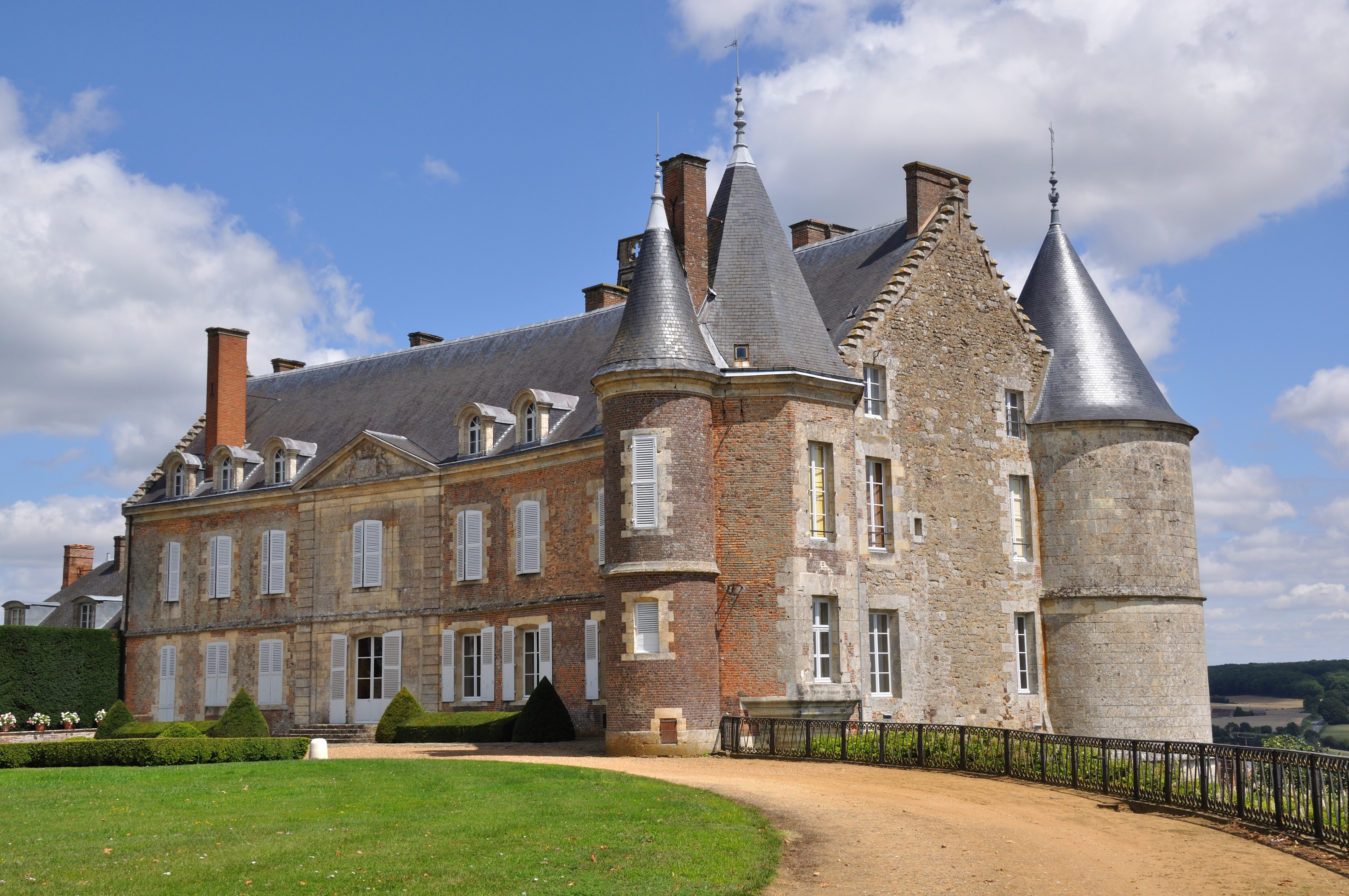
Kasteel van Montmirail

## Geografie
De oppervlakte van Montmirail bedraagt 12,4 km², de bevolkingsdichtheid is 37,3 inwoners per km².

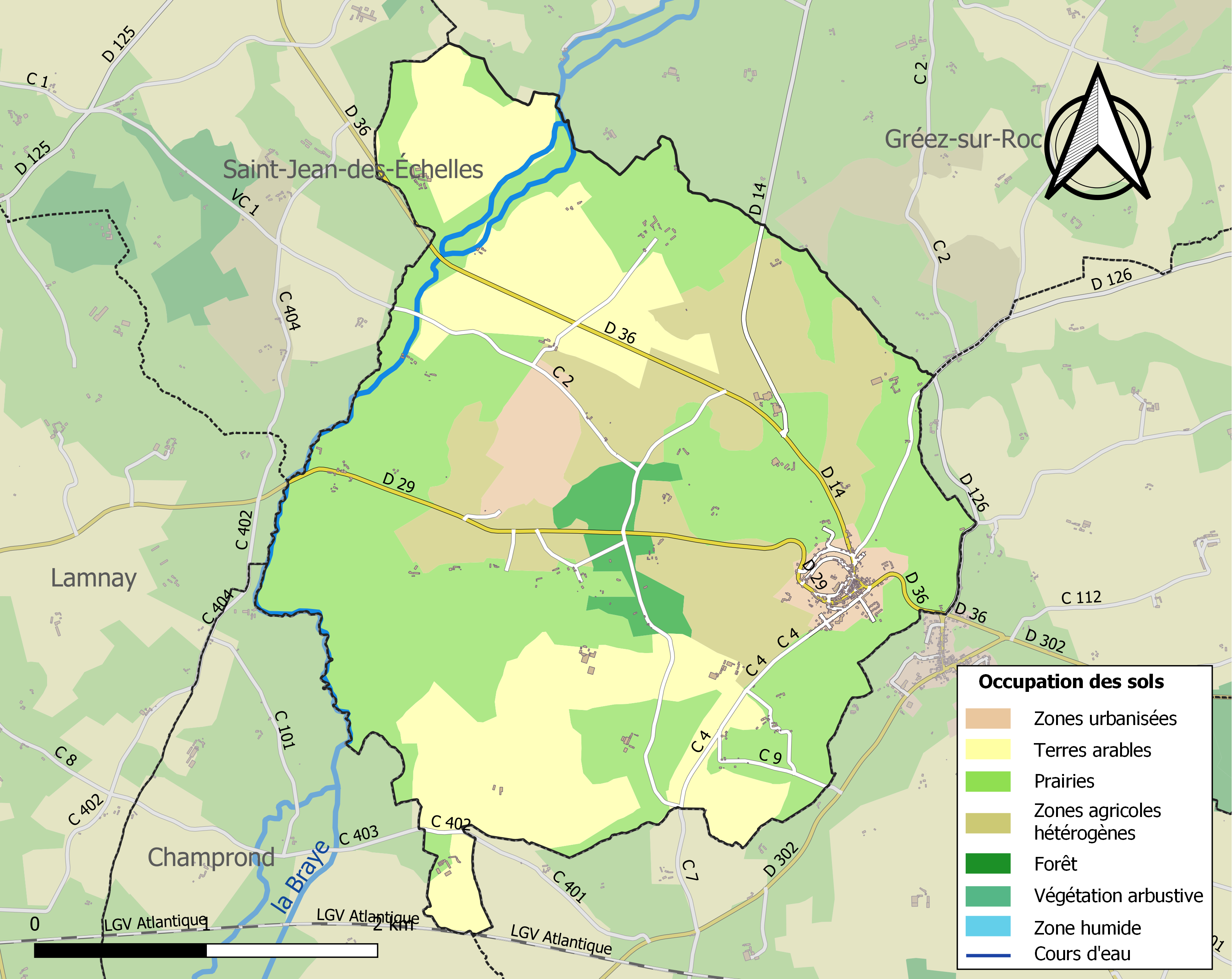
Kaart van de gemeente met de belangrijkste infrastructuur, bodemgebruik en omliggende gemeenten

## Demografie
Onderstaande figuur toont het verloop van het inwonertal (bron: INSEE-tellingen).